# Джон Робертсон (футболіст, 1953)
Джон Робертсон (англ. John Neilson Robertson; нар. 20 січня 1953, Аддінгстон) — шотландський футболіст, що грав на позиції півзахисника. По завершенні ігрової кар'єри — футбольний тренер. Відомий своїми виступами за «Ноттінгем Форест», а також національну збірну Шотландії.

## Клубна кар'єра
Джон Нельсон Робертсон став гравцем «Ноттінгем Форест» в травні 1970 року, вперше дебютувавши за команду в офіційних матчах лише через півроку в жовтні. Перші чотири сезони він рідко потрапляв до основного складу команди та, навіть, був свого часу виставлений на трансфер. Ситуація змінилась, коли до команди прийшов новий тренер — Браян Клаф. Джон став ключовим гравцем основного складу та зіграв в 263 матчах в період з кінця 1976 по грудень 1980 року. В сезоні 1977-78 його гол з пенальті приніс перемогу «Ноттінгем Форест» у переграванні фіналу Кубка Ліги проти «Ліверпуля». Робертсон також став автором вирішального голу у фіналі Кубка європейських чемпіонів 1979–80 проти «Гамбурга». Також з його подачі був забитий гол у ворота «Мальме» у фіналі Кубка європейських чемпіонів 1978—79.

## Титули та досягнення
- Чемпіонат Англії
  - Чемпіон (1): 1977-78
  - Срібний призер (1): 1978-79
- Кубок Ліги
  - Володар (2): 1977-78, 1978-79
  - Фіналіст (1): 1979-80
- Суперкубок Англії
  - Володар (1): 1978
- Кубок європейських чемпіонів
  - Володар (2): 1978–79, 1979–80
- Суперкубок Європи
  - Володар (1): 1979